# Гармашов, Георгий Владимирович
Гео́ргий Влади́мирович Гармашо́в (род. 12 апреля 1974, Уштобе, Каратальский район, Талды-Курганская область, Казахская ССР, СССР) — российский футболист, полузащитник, нападающий.

## Карьера
Воспитанник ДЮСШ «Богатырь» города Нерюнгри. Первый тренер — Владимир Немировский. Начал карьеру в местном «Кристалле» в 1994 году. В октябре того же года пополнил ряды якутского «Динамо». В 1995 году перешёл в «Селенгу». В 1998 году перешёл в читинский «Локомотив», за который провёл бо́льшую часть карьеры. В 2010 году был назначен капитаном команды. По итогам зрительского голосования, которое проходило на официальном сайте клуба «Чита» и в редакции газеты «Чита спортивная», был признан лучшим игроком сезона 2010. После завершения сезона 2011/12 объявил о завершении карьеры.

## Достижения
- Победитель зоны «Восток» Второго дивизиона (2): 1994, 2008
- Бронзовый призёр зоны «Восток» Второго дивизиона (3): 2007, 2010, 2011/12